# Džang Čjan
Džang Čjan (kitajščina:張 騫; pinjin: Zhang Qian), kitajski raziskovalec in diplomat, * 195 pr. n. št., Handžong, Šaanši, Kitajska, † 114 pr. n. št, Kitajska.
Džang Čjan je bil v času dinastije Han cesarski odposlanec in prvi diplomat, ki je na Kitajsko prinesel zanesljive podatke o Centralni Aziji. Pod cesarjem Vujem je imel osrednjo vlogo pri zavojevanju in kolonizaciji regije, ki se danes imenuje Šindžjang. Džang Čjanove raziskovalne odprave so podrobno opisane v zgodovinskih kronikah, ki jih je v 1. stoletju pred našim štetjem zbral kitajski zgodovinar Sima Čjan.